# Стейн, Паулина
Паули́на Стейн (швед. Paulina Stein; род. Швеция) — шведская кёрлингистка.
Игрок женской сборной команды Швеции на чемпионате Европы 2015.
Играет на позиции первого.

## Достижения
- Чемпионат Швеции по кёрлингу среди женщин: золото (2015, 2016)

## Команды
| Сезон                                          | Четвёртый         | Третий          | Второй        | Первый          | Запасной                           | Турниры                      |
| ---------------------------------------------- | ----------------- | --------------- | ------------- | --------------- | ---------------------------------- | ---------------------------- |
| 2008—09                                        | Isabell Andersson | Jessica LaFleur | Паулина Стейн | Emma Hansson    |                                    | ЧШЖ 2009 (?? место)          |
| 2011—12                                        | Паулина Стейн     | Towe Lundman    | Elina Backman | Amalia Rudstrom |                                    |                              |
| 2013—14                                        | Сесилия Эстлунд   | Сабина Краупп   | Сара Карлссон | Паулина Стейн   | тренеры: Томас Нурдин, Åsa Häggman | ЧШЖ 2014 (4 место)           |
| 2014—15                                        | Сесилия Эстлунд   | Сабина Краупп   | Сара Карлссон | Паулина Стейн   |                                    | ЧШЖ 2015                     |
| 2015—16                                        | Сесилия Эстлунд   | Сабина Краупп   | Сара Карлссон | Паулина Стейн   | Анна Хухта (ЧЕ)                    | ЧЕ 2015 (5 место) · ЧШЖ 2016 |
| Кёрлинг среди смешанных команд (mixed curling) |                   |                 |               |                 |                                    |                              |
| 2012                                           | Vincent Stenberg  | Сабина Краупп   | Jon Melin     | Паулина Стейн   |                                    | ЧШСК 2013 (5 место)          |

(скипы выделены полужирным шрифтом)